# Le Jardinier et ses patrons
Le Jardinier et ses patrons (ou Le Jardinier et ses maîtres, en danois : Gartneren og Herskabet) est un conte de Hans Christian Andersen écrit en 1872.
Il raconte l'histoire du jardinier d'une grande famille aristocrate dont tout le monde remarque l'excellent goût de ses fruits et légumes et l'extrême beauté de ses fleurs. Ses maîtres ont du mal à reconnaître son talent et espèrent que ces compliments ne lui monteront pas à la tête.